# Marie-Hélène Lafon
Marie-Hélène Lafon és una professora associada i escriptora francesa, nascuda l'1 d'octubre de 1962 a Orlhac (Cantal). És guanyadora de nombrosos premis literaris, com ara el premi Goncourt el 2016 i el premi Renaudot el 2020. La seva obra està dedicada en part a Cantal, d'on és originària.

## Trajectòria
Marie-Hélène Lafon és originària de Cantal, França, on va viure fins als 18 anys. El seu pare Jean Lafon i la seva mare, Jeanne, són pagesos. Va ser estudiant a l'Institut Saint-Joseph i després a l'institut de La Présentation Notre-Dame, dos internats religiosos de Sant Flor.
El seu departament original, Cantal, i el seu riu, el Santoire, són l'escenari de la majoria de les seves novel·les.
Després va anar a estudiar a París, a La Sorbona, on va obtenir un màster en llatí i es va especialitzar en lletres modernes. Després va obtenir un diploma d'estudis avançats (DEA) a la Universitat de Sorbone Nova i un doctorat en literatura a la Universitat de París VII. Va dedicar la seva tesi a Henri Pourrat, etnòleg i escriptor d'Alvèrnia. Va començar a treballar com a professora de batxillerat l'any 1987. Va impartir classes de francès, llatí i grec al col·legi Saint-Exupéry del districte 14 de París, als suburbis de París, després a París, ciutat on viu. Soltera i sense fills, declara que "mai no en va voler cap".
Ha sigut traduïda a diversos idiomes, inclòs el català. El 2022 Angle Editorial va publicar Història del fill i el 2024 va publicar Les Fonts, totes dues traduïdes per Valèria Gaillard.

## Obra publicada

### Novel·les
- Le Soir du chien , Paris, Éditions Buchet/Chastel, 2001, 144 p. ISBN 978-2-283-01853-8. - Premi Renaudot des lycéens
- Sur la photo , Paris, Éditions Buchet/Chastel, 2003, 152 p. ISBN 978-2-283-01904-7.
- Mo , Paris, Éditions Buchet/Chastel, 2005, 147 p. ISBN 2-283-01965-6.
- Les Derniers Indiens, Paris, Éditions Buchet/Chastel, 2008, 204 p. ISBN 978-2-283-02231-3.
- La Maison Santoir, Saint-Pourçain-sur-Sioule, France, Bleu autour, 2008, 16 p. ISBN 978-2-283-02477-5.
- L'Annonce, Paris, Éditions Buchet/Chastel, 2009, 208 p. ISBN 978-2-283-02348-8.
- Les Pays, Paris, Éditions Buchet/Chastel,[10] 2012, 208 p. ISBN 978-2-283-02477-5. - Premi Globe de cristal
- Joseph, Paris, Éditions Buchet/Chastel, 2014, 144 p. ISBN 978-2-283-02644-1
- Histoires, Paris, Éditions Buchet/Chastel, 2015, 312 p. ISBN 978-2-283-02903-9. - Premi Goncourt
- Nos vies, Paris, Éditions Buchet/Chastel, 2017, 192 p. ISBN 978-2-283-02976-3.
- Histoire du fils, Paris, Éditions Buchet/Chastel, 2020, 176 p. ISBN 978-2-283-03280-0[11] · [12] – Premi Renaudot.

### Narrativa breu
- Liturgie, Paris, Éditions Buchet/Chastel, 2002, 138 p. ISBN 2-283-01893-5. - Premio Renaissance de la Nouvelle
- Organes, Paris, Éditions Buchet/Chastel, 2006, 133 p. ISBN 978-2-283-02095-1.
- Gordana, il·lustrat per Nihâl Martli :. Paris, Éditions du Chemin de fer, 2012, 60 p. ISBN 978-2-916130-41-5.
- Album, Paris, Éditions Buchet/Chastel, 2012, 112 p. ISBN 978-2-283-02572-7.
- Traversée, Paris, Éditions Créaphis, Fondation pour l'action culturelle internationale en montagne, 2013, 46 p. ISBN 978-2-35428-073-4

### Assaig
- Chantiers, Paris, Éditions des Busclats, 2015, 120 p. ISBN 978-2-36166-032-1
- Le Pays d'en haut: entrevistes amb Fabrice Lardreau, Paris, Éditions Arthaud, 2019, 143 p. ISBN 2-08-144383-X.
- Millet, pleins et déliés, Lille, Éditions Invenit, 2017, 49 p {{ISBN|978-2376800064}}
- Flaubert, paiges choisis, Paris, Éditions Buchet-Chastel, 2018, 176 p. ({{ISBN|978-2-283-03091-2}}).
- Cézanne. Des toits rouges sur la mer bleue, Paris, Éditions Flammarion, 2023, 176 p. (ISBN 978-2-08-042135-7)

## Premis i reconeixementsents
- Chevalier de l'Orde de les Arts i les lletres (2022)